# براندیژ تگزاس
براندیژ تگزاس (به انگلیسی: Brundage) یک منطقهٔ مسکونی در ایالات متحده آمریکا است که در شهرستان دیمیت، تگزاس واقع شده‌است. براندیژ تگزاس ۱٫۶ کیلومتر مربع مساحت و ۲۷ نفر جمعیت دارد و ۱۶۳ متر بالاتر از سطح دریا واقع شده‌است.